# Associação Internacional de Universidades
A Associação Internacional de Universidades (AIU) é uma associação mundial da UNESCO que visa a preocupação a cerca do ensino superior.  Reúne instituições e organizações de 150 países para a "reflexão e ação sobre preocupações comuns com diversos organismos internacionais, regionais e nacionais ativas no ensino superior".
A AIU tem sede em Paris e está localizado na sede da UNESCO. No entanto, é uma organização independente.

## Liderança
Em 2008, a Assembleia Geral da AIU elegeu Juan Ramón de la Fuente, o ex-reitor da Universidade Nacional Autónoma de México como seu Presidente, para o mandato 2008-2012.
O Secretário Geral Executivo é Eva Egron-Polak, antigo vice-presidente Internacional da Associação de Universidades e Colégios do Canadá.